# Ohangwena
Ohangwena é uma região da Namíbia. Sua capital é a cidade de Eenhana.

Ainda contempla as cidades de:
1. Eenhana
2. Endola
3. Epembe
4. Helão Nafidi (fusão das cidades de: Onhuno, Ohangwena, Omafo, Engela e Oshikango)[1][2]
5. Okongo
6. Omundaungilo
7. Ondobe
8. Ongenga
9. Oshikunde